# Unione Sportiva Arezzo 1939-1940
Questa pagina raccoglie le informazioni riguardanti l'Unione Sportiva Arezzo nelle competizioni ufficiali della stagione 1939-1940.

## Rosa
| N. |                   | Ruolo | Calciatore            |
| -- | ----------------- | ----- | --------------------- |
|    | Italia (bandiera) | A     | Dante Bazzani         |
|    | Italia (bandiera) | D     | Omero Bonifazi        |
|    | Italia (bandiera) | A     | Angiolo Bonistalli    |
|    | Italia (bandiera) | A     | Luigi Bonvini         |
|    | Italia (bandiera) | C     | Ezio Brigi            |
|    | Italia (bandiera) | P     | Fernando Canali       |
|    | Italia (bandiera) | C     | Luigi Cevenini        |
|    | Italia (bandiera) | A     | Mario Crocini         |
|    | Italia (bandiera) | D     | Gino Fiocchi          |
|    | Italia (bandiera) | C     | Porfirio Gallorini    |
|    | Italia (bandiera) | A     | Leonardo Gambaro      |
|    | Italia (bandiera) | A     | Francesco Gambineresi |
|    | Italia (bandiera) | C     | Nicola Giacomini      |

| N. |                   | Ruolo | Calciatore       |
| -- | ----------------- | ----- | ---------------- |
|    | Italia (bandiera) | C     | Mario Landi      |
|    | Italia (bandiera) | A     | Pacifico Mora    |
|    | Italia (bandiera) | D     | Giorgio Nappini  |
|    | Italia (bandiera) | D     | L. Piccoletti    |
|    | Italia (bandiera) | C     | Roberto Pucci    |
|    | Italia (bandiera) | P     | Pasquale Salvi   |
|    | Italia (bandiera) | P     | Ivo Sarri        |
|    | Italia (bandiera) | C     | Giovanni Sarrini |
|    | Italia (bandiera) | C     | E. Scapecchi     |
|    | Italia (bandiera) | C     | Mario Semoli     |
|    | Italia (bandiera) | C     | E. Simoncini     |
|    | Italia (bandiera) | D     | P. Sinatti       |
|    | Italia (bandiera) | A     | Bruno Vannini    |